# Daphne Rubin-Vega
Daphne Rubin-Vega (* 18. listopadu 1969, Panama City, Panama) je tanečnice, zpěvačka a herečka. Její nejznámější rolí je Mimi Marquez v původním obsazení broadwayského muzikálu Rent a role Lucy v mimo broadwayské hře Jack Goes Boating.

## Životopis
Narodila se v Panama City v Panamě jako dcera zdravotní sestry Daphine Vega a truhláře Joseho Mercedese Vega. Její nevlastní otec, Leonard Rubin, byl spisovatel. Svou hudební kariéru začala jako hlavní zpěvačka latinskoamerické freestylové skupiny Pajama Party. Tři skladby skupiny se v letech 1989 a 1990 umístily v žebříčku Billboard Hot 100. Jako sólová zpěvačka se umístila na 1. místě v žebříčku Hot Dance Music/Club Play chart, se svou písní "I Found It." V roce 2003 se navrátila na vrchol dance/club žebříčků s taneční verzí písně od Eltona Johna, "Rocketman". V roce 2001 nahrála své debutové rockové album plné původních písní ("Souvenirs"), ale vyskytly se problémy, když se její nahrávací společnost Mercury sloučila.
Rubin-Vega vystupovala v původním obsazení broadwayského muzikálu Rent jako Mimi Marquez, devatenáctiletá HIV pozitivní dívka závislá na heroinu, která pracuje v klubu Cat Scratch Club jako exotická tanečnice. Jedním z jejich kolegů byl Wilson Jermaine Heredia, se kterým hrála v roce 1999 ve filmu Bezva polda. Muzikál opustila dne 5. dubna 1997 a nahradila ji Marcy Harriell. Rubin-Vega se neobjevila ve filmové adaptaci muzikálu, protože v době castingů a natáčení filmu byla těhotná. Její roli ztvárnila herečka Rosario Dawson.
Má dvě nominace na cenu Tony: jednu za roli v Rentu za nejlepší muzikálovou herečku a tu druhou za nejlepší herečku ve vedlejší roli za Conchitu v muzikálu Anna in the Tropics (2003). V roce 1996 vyhrála cenu Theatre World Award za Rent. Také byla oceněna Blockbuster Award pro nejlepší herečku ve vedlejší roli v napínavém thrilleru za roli ve filmu Nebezpečné hry, v hlavní roli s Kevinem Baconem a Neve Campbell.
V roce 2000 se objevila v broadwayském uvedení The Rocky Horror Show v roli Magenty.
Také vydala druhé vlastní album s názvem Redemption Songs vydané v říjnu 2006 přes Sh-K Boom Records. Hrála s Phyliciou Rashad v muzikálové verzi The House of Bernarda Alba v Lincoln Center v březnu 2006. Ztvárnila roli Fantine v broadwayském revivalu populárního muzikálu Bídníci z roku 2006. Dne 2. března 2007 ji v roli nahradila držitelka ceny Tony, filipínská herečka Lea Salonga.
V únoru 2007 vystupovala po boku Philipa Seymoura Hoffmana ve hře Jack Goes Boating a objevila se i ve filmové verzi s názvem Jack se chystá vyplout. Měla i cameo roli ve filmu Sex ve městě v roce 2008.
V listopadu 2010 získala nominaci na cenu Independent Spirit Awards za roli ve filmu Jack se chystá vyplout. Předávání cen se konalo v Santa Monice v Kalifornii v únoru 2011.
V roce 2011 si zahrála mimo Broadway i ve světové premiéře hry Tommyho Nohilla, Blood From A Stone, ve The New Group's Acorn Theater. Ve stejném roce se objevila i ve hře Love, Loss, and What I Wore. Ve stejném roce jsme ji mohli zahlédnout ve snímku Union Square, který napsala a režírovala Nancy Savoca na filmovém festivalu v Torontu. Vedle ní se ve filmu objevili Mira Sorvino, Patti Lupone, Tammy Blanchard, Mike Doyle a Michael Rispoli.
Na jaře 2012 se vrátila na Broadway do revivalu hry od Tennesseeho Williamse, Tramvaj do stanice Touha. Ztvárnila roli Stelly Kowalski a roli Stanleyho si zahrál Blair Underwood.
V roce 2013 se objevila ve vedlejší roli v televizním seriálu Smash.

## Diskografie
Se skupinou Pajama Party
- 1989 – Up All Night
- 1991 – Can't Live Without It

Sólová práce
- 1994 – When You Love Someone (Singl)
- 1995 – Change (Singl)
- 1995 – I Found It (Singl) produkoval ho a napsal ho David Anthony
- 2001 – Souvenirs
- 2003 – Rocket Man (EP)
- 2006 – Redemption Songs

Rubin-Vega se také objevila na původní nahrávce muzikálu Rent a na revivalové nahrávce The Rocky Horror Show.